# 15-cm-Schnelladekanone L/40
Die 15-cm-Schnelladekanone L/40 war ein Schiffsgeschütz entwickelt von der Friedrich Krupp AG für die Kaiserliche Marine. Es wurde aber auch für den Export produziert, unter anderem für die Koninklijke Marine der Niederlande oder die k. u. k. Kriegsmarine.

## Geschichte
Die 15-cm-Schnelladekanone L/40 wurde bis 1897 von der Friedrich Krupp AG entwickelt und ab Anfang 1898 in Serie gebaut. Sie diente auf mehreren Schiffsklassen als Mittelartillerie von Großkampfschiffen oder als Hauptgeschütz von kleineren Schiffen. Als Mittelartillerie wird die Bewaffnung bezeichnet, welche noch per Hand geladen werden kann, jedoch keine Patronen verschießt. Diese Eigenschaft machte sie auch für den Einsatz an Land geeignet. Bereits vor dem Ersten Weltkrieg wurde sie auch in Batterien zum Küstenschutz verwendet. Sie wurde in relativ großer Stückzahl produziert, was anhand der vielen Schiffseinheiten, die damit ausgerüstet wurden erkennbar ist.
Die Streitkräfte von Österreich-Ungarn nutzten das Geschütz auch im Inland als Festungsgeschütz. Bis zum Ende des Zweiten Weltkriegs wurde das Geschütz auch zur Küstenverteidigung als Küstengeschütz verwendet.

Ab 1907 folgte die längere 15-cm-SK L/45 und ersetzte teils die bis zu zehn Jahre alten L/40 Geschütze.

## Beschreibung
Das Geschütz hatte eine Kaliberlänge von L/40 bei einer Rohrlänge von 5400 mm und ein Rohrgewicht von 4450 kg. Es erreichte eine maximale Feuerreichweite von 13,7 km und eine Mündungsgeschwindigkeit von 800 m/s. Exportversionen und Lizenzbauten wichen von diesen Grunddaten teilweise gravierend ab.

## Einsatz
In der Kaiserliche Marine wurde das Geschütz unter anderem als Mittelartillerie auf Schlachtschiffen wie der Kaiser-Friedrich-III.-Klasse oder der Wittelsbach-Klasse, auf Panzerkreuzern wie der Prinz-Adalbert-Klasse, der Roon-Klasse, der Victoria-Louise-Klasse oder der Scharnhorst-Klasse verwendet. Ebenso auf diversen kleineren Einheiten als Hauptgeschütz. Die Koninklijke Marine setzte sie zuerst auf ihren Neubauten der Holland-Klasse und später für die Koningin-Regentes-Klasse und auf Einzelschiffen ein. Die k. u. k. Kriegsmarine auf den Schiffen der Habsburg-Klasse, der Monarch-Klasse und weiteren Schiffen. Des Weiteren wurde das Geschütz auch in der Marine des Osmanischen Reiches oder auch auf der Hai-Yung-Klasse in China verwendet.

## Einsatz als Feldgeschütz
Als sich nach Beginn des Ersten Weltkrieges das Deutsche Heer im Jahr 1915 in einem Stellungskrieg wiederfand, bei dem es nun massivem Artillerieeinsatz bedurfte, um den Gegner in den Schützengräben und Bunkern zu bezwingen, wurden in einem Notprogramm Schiffsgeschütze, die sich gerade nicht auf den im Einsatz befindlichen Schiffseinheiten befanden, zu Feldgeschützen umgebaut. Die hierfür umgebauten, unterschiedlichen Ausführungen der 15-cm-Schnelladekanone wurden mit dem Zusatz „in Radlafette“ kenntlich gemacht.

## Küstenbatterien Erster Weltkrieg
Nach einzelnen Quellen wurde die 15-cm-Kanone L/40 in einer speziellen Lafette zum Küstenschutz eingesetzt. Diese technisch aufwendige Konstruktion wird als Verschwindlafette bezeichnet. Es handelt sich um 15-cm-K L/40 in Küstenlafette C/07. Bestellt wurden 24 Rohre.
Die Küstenbereiche des deutschen Reiches wurden ab Mitte des 19. Jahrhunderts konsequent artilleristisch aufgerüstet und es wurden zum Schutz von Städten und Häfen neue Anlagen erstellt. Danzig beispielsweise war als Festungsstadt eingestuft.
Es wurden 20 Lafetten hergestellt, die in fünf Küstenbatterien verbaut wurden.
- Strandbatterie Danzig (4 Geschütze)
- Buchtbatterie Danzig (4 Geschütze)
- Strandbatterie Swinemünde (4 Geschütze)
- Dünenbatterie Borkum (4 Geschütze)
- Strandbatterie Borkum (4 Geschütze)
- Fort Grimmershörn/Cuxhaven (8 Geschütze) in Küstenlafette M.P.L.C./97

## Küstenbatterien Zweiter Weltkrieg
In einer Liste zur Ausrüstung der Küstenbatterien aus dem Zweiten Weltkrieg (Bundesarchiv) wird die 15-cm-SK L/40 bei zumindest vier Batterien erwähnt:
- Danziger Bucht - Batterie mit 4 Geschützen
- Haugesund - Batterie mit 4 Geschützen (jedoch werden hier ab Ende 1941 L/45 Geschütze angegeben)
- Narvik - Batterie mit 3 Geschützen
- Hoek van Holland - Batterie mit 4 Geschützen

## Modellversionen
- Nr. 2: Exportversion für die Koninklijke Marine. Die Nr. 2 hatte ein Gewicht von 4420 kg, eine Zuglänge von 4400 mm und eine Mündungsgeschwindigkeit von 680 m/s.
- Nr. 3: Exportversion für die Koninklijke Marine. Die Nr. 3 hatte ein Gewicht von 4850 kg, eine Zuglänge von 4800 mm und eine Mündungsgeschwindigkeit von 680 m/s.
- Nr. 4: Exportversion für die Koninklijke Marine. Die Nr. 4 hatte ein Gewicht von 5250 kg, eine Zuglänge von 5500 mm und eine Mündungsgeschwindigkeit von 850 m/s.
- Nr. 5: Exportversion für die Koninklijke Marine. Die Nr. 5 hatte ein Gewicht von 4880 kg, eine Zuglänge von 4600 mm und eine Mündungsgeschwindigkeit von 745 m/s.
- K94: Exportversion für die k. u. k. Kriegsmarine. Die K94 hatte ein Gewicht von 4500 kg, eine Zuglänge von 4600 mm und eine Mündungsgeschwindigkeit von 690 m/s.
- K96: Lizenzbau von Škoda für die k. u. k. Kriegsmarine. Die K96 hatte ein Gewicht von 4500 kg, eine Zuglänge von 4600 mm und eine Mündungsgeschwindigkeit von 690 m/s.

## Galerie

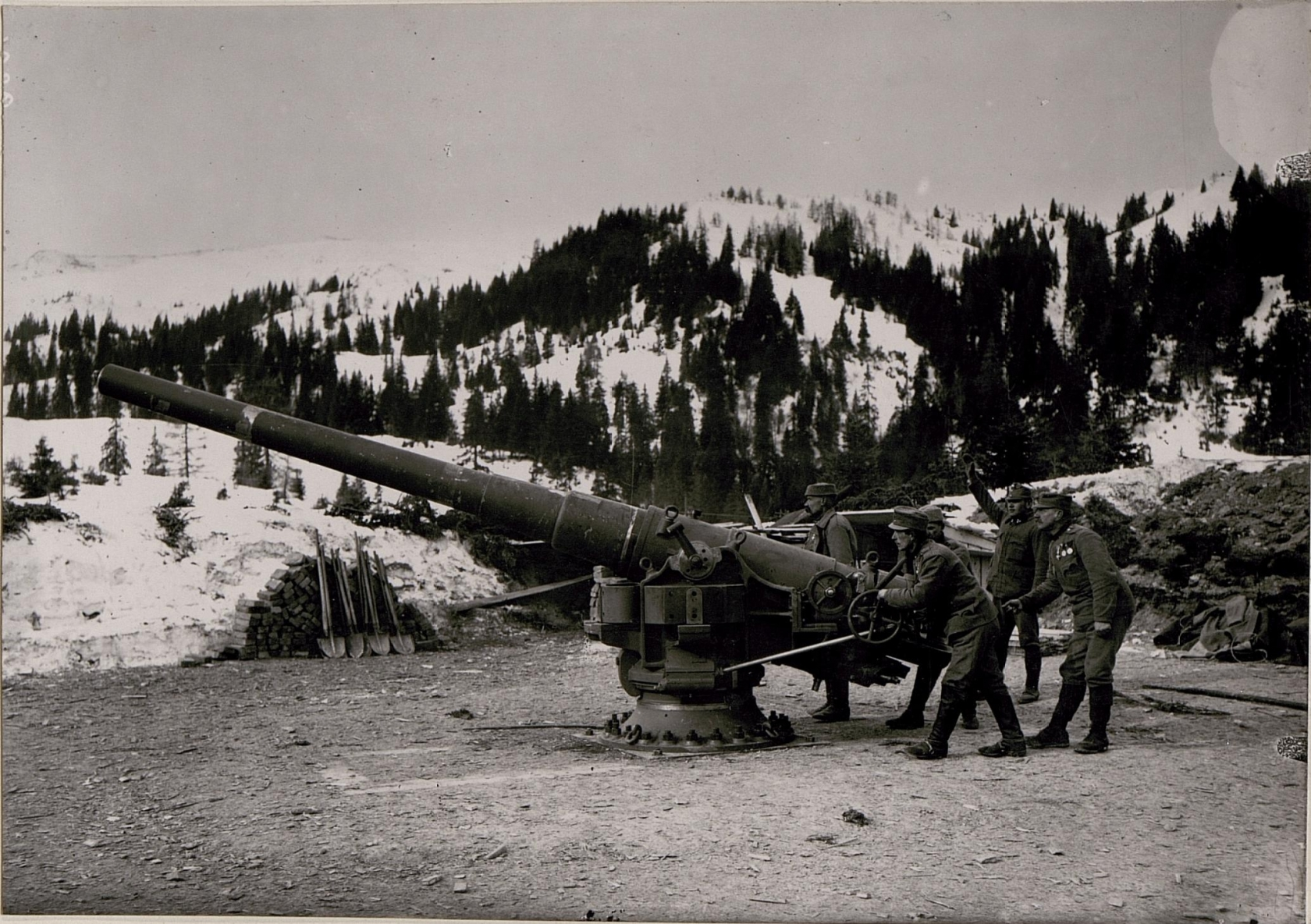
15 cm S.K. L/40 auf der Straniger Alm
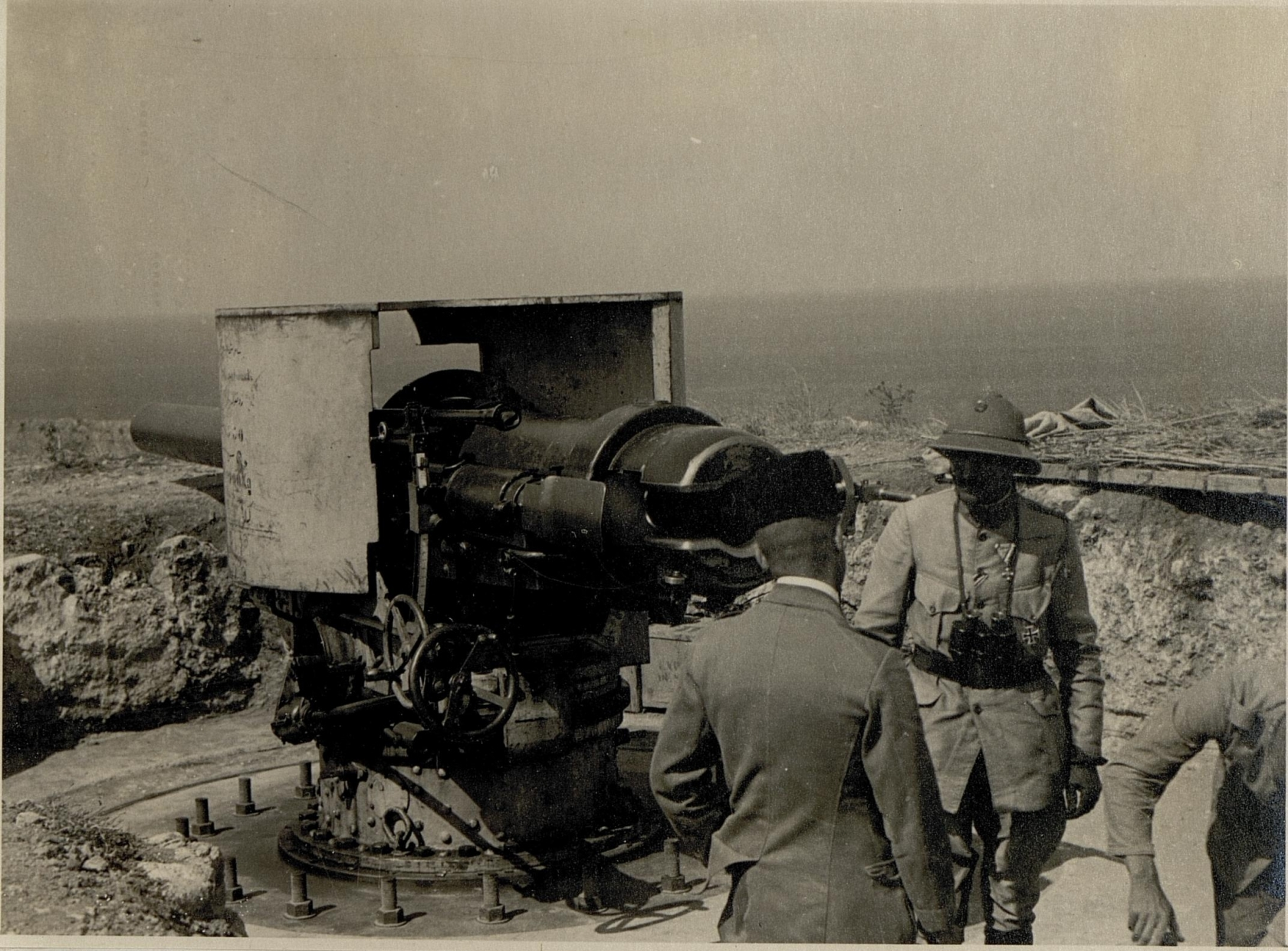
Küstengeschütz bei Yenishebir
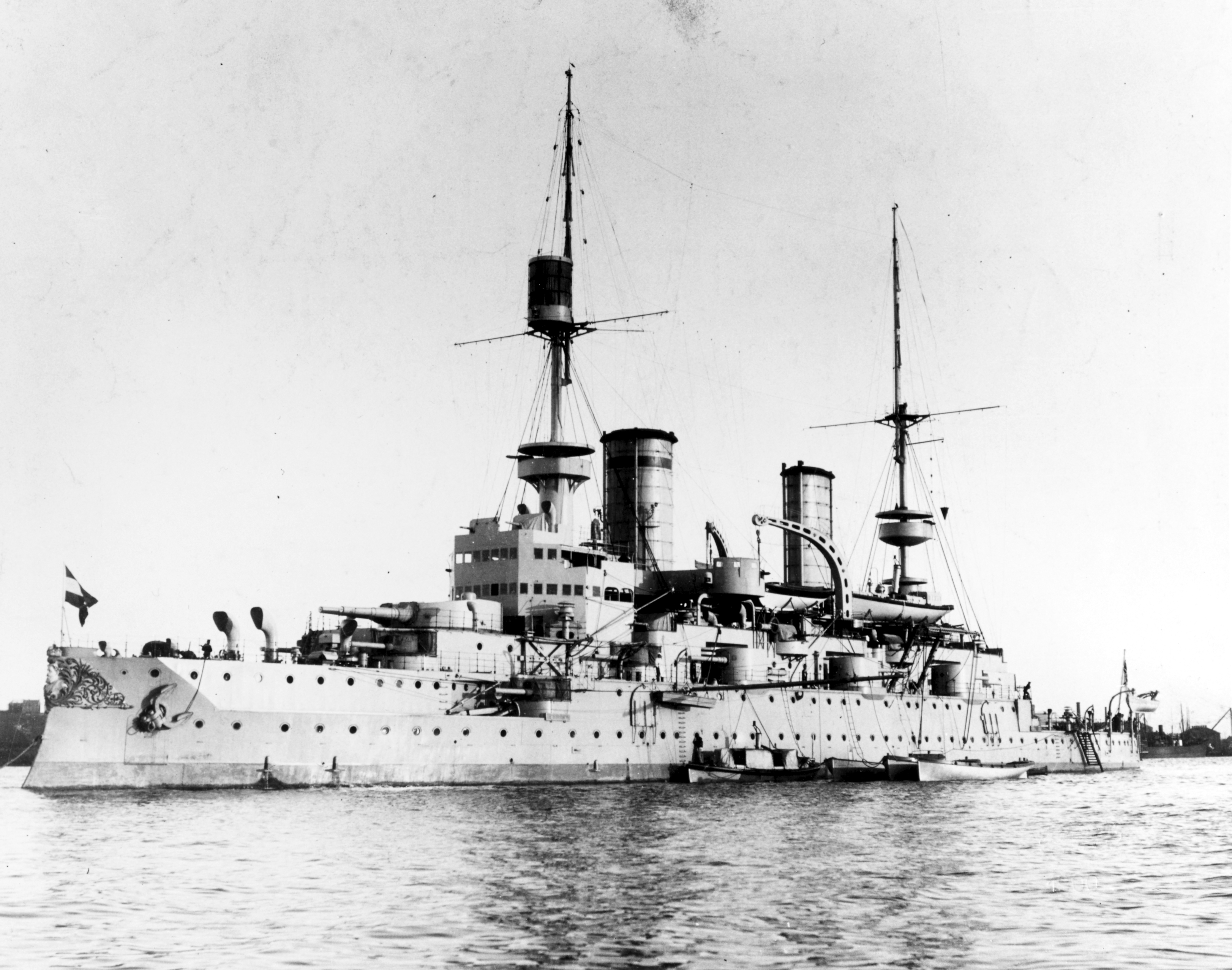
Kaiser Friedrich III., 15 cm S.K. L/40 als Mittelartillerie
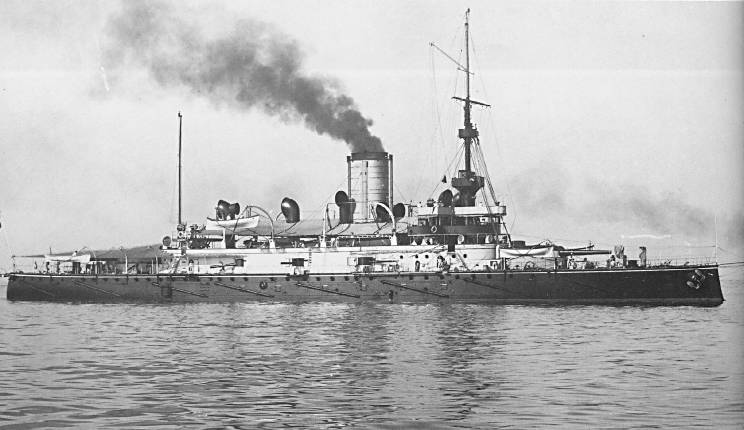
Budapest, 15 cm S.K. L/40 als Mittelartillerie
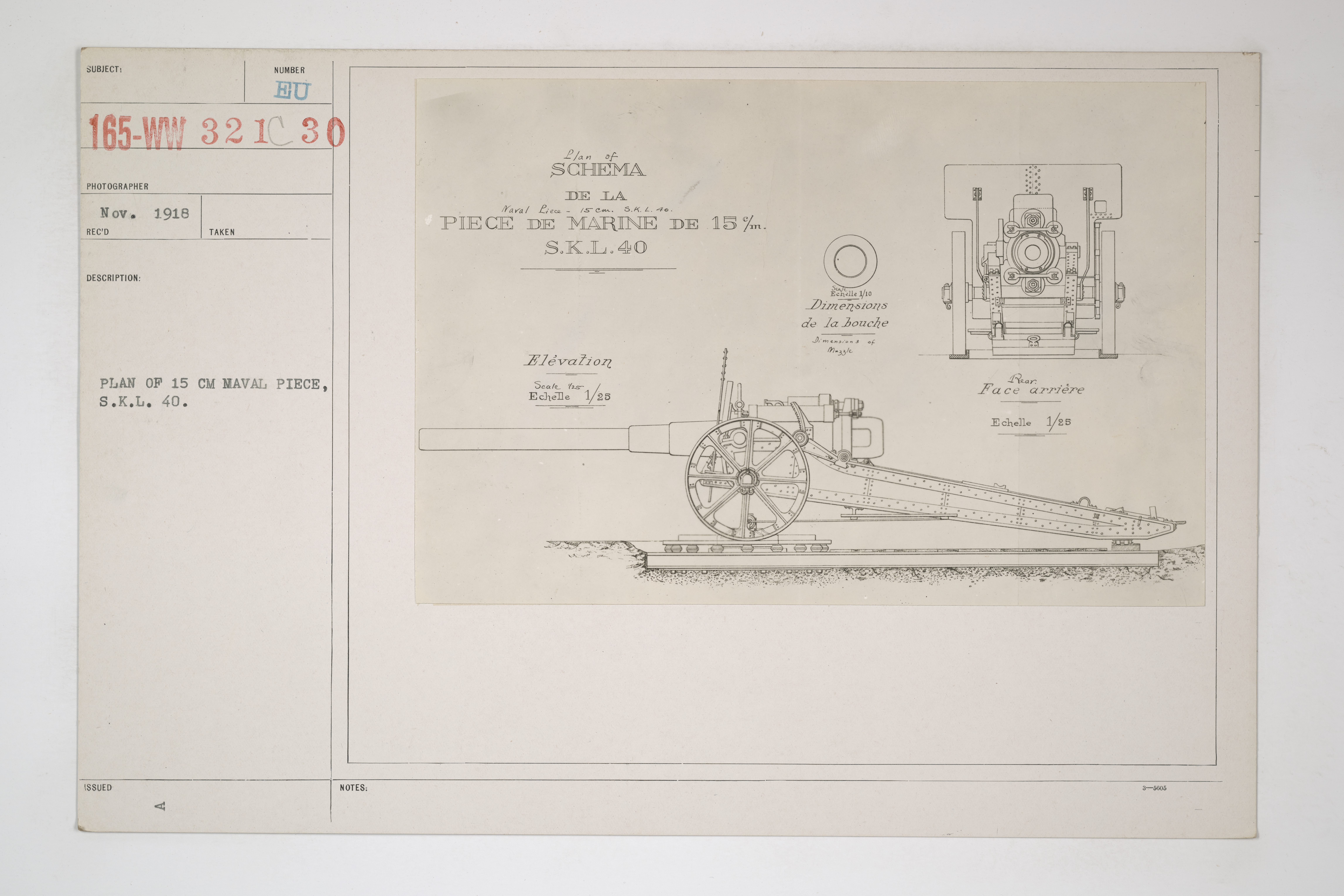
Plan die 15 cm S.K. L/40 auf Lafette zu setzen